# Allen Coulter

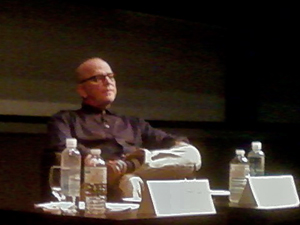
Allen Coulter

Allen Coulter (* in Amarillo, Texas) ist ein US-amerikanischer Regisseur, Drehbuchautor und Produzent. Bekannt wurde er durch die beiden Kinofilme Die Hollywood-Verschwörung und Remember Me – Lebe den Augenblick.

## Leben und Karriere
Allen Coulter, geboren in Amarillo im Bundesstaat Texas, studierte Theater an der Universität von Texas und zog dann nach New York, um seine Filmkarriere zu verfolgen. 1978 arbeitete er als Regieassistent bei Joseph Jacobys Krimikomödie Heut beklau’n wir unsere Bank. 1988 gelang ihm schließlich der Durchbruch als Drehbuchautor in Hollywood und 1989 inszenierte er seine erste Episode für die US-Serie Monsters. Seit diesem Zeitpunkt hat Coulter bei zahlreichen Episoden namhafter Fernsehserien Regie geführt. Darunter bei den bekannten Serien wie Akte X – Die unheimlichen Fälle des FBI, Millennium – Fürchte deinen Nächsten wie Dich selbst, Sex and the City, Die Sopranos, Six Feet Under – Gestorben wird immer, Rom, Sons of Anarchy, Law & Order, Nurse Jackie, Boardwalk Empire, Ray Donovan, House of Cards, Extant, Vinyl, Get Shorty oder For All Mankind.
Zwischen den Jahren 1999 und 2010 erhielt er insgesamt sechs Primetime-Emmy-Nominierungen, darunter jeweils eine Emmy-Nominierung in der Kategorie Beste Regie für eine Dramaserie bei der Primetime-Emmy-Verleihung 2000, bei der Primetime-Emmy-Verleihung 2004 und bei der Primetime-Emmy-Verleihung 2008.
2006 gelang ihm mit Die Hollywood-Verschwörung, in den Hauptrollen spielten Adrien Brody, Diane Lane und Ben Affleck, dann auch der Sprung ins Kino. Der Film lief 2006 als offizieller Wettbewerbsbeitrag bei den Internationalen Filmfestspielen von Venedig.
2010 inszenierte Allen Coulter das romantische Drama Remember Me – Lebe den Augenblick mit Robert Pattinson.

## Filmografie (Auswahl)

### Als Regisseur
- 1989: Monsters (Fernsehserie, 2 Episoden)
- 1997–1998: Millennium – Fürchte deinen Nächsten wie Dich selbst (Millennium, 3 Episoden)
- 1998: Akte X – Die unheimlichen Fälle des FBI (The X-Files, Episode 5x17)
- 1999–2001: Sex and the City (Fernsehserie, 8 Episoden)
- 1999–2004: Die Sopranos (The Sopranos, 12 Episoden)
- 2001: Six Feet Under – Gestorben wird immer (Six Feet Under, Episode 1x08)
- 2005: Rom (Fernsehserie, 2 Episoden)
- 2006: Die Hollywood-Verschwörung (Hollywoodland)
- 2007: Damages – Im Netz der Macht (Damages, Episode 1x01)
- 2008: Law & Order (Fernsehserie, Episode 18x01)
- 2008: Sons of Anarchy (1 Episode, Co-Regie von Michael Dinner)
- 2009: Nurse Jackie (Fernsehserie, Episode 1x01)
- 2010: Law & Order: LA (Fernsehserie, Episode 1x01)
- 2010: Remember Me – Lebe den Augenblick (Remember Me)
- 2010: Rubicon (Fernsehserie, Episode 1x01)
- 2010–2014: Boardwalk Empire (Fernsehserie, 11 Episoden)
- 2012: Luck (Fernsehserie, 2 Episoden)
- 2013–2018: Ray Donovan (Fernsehserie, 4 Episoden)
- 2013: House of Cards (Fernsehserie, 2 Episoden)
- 2014: Extant (Fernsehserie, Episode 1x01)
- 2016: Vinyl (Fernsehserie, 3 Episoden)
- 2017: Get Shorty (Fernsehserie, 1 Episode)
- 2017: Civil (Fernsehfilm)
- 2019: For All Mankind (Fernsehserie, 2 Episoden)

### Als Drehbuchautor
- 1988: Twilight Zone (Fernsehserie, 1 Episode)
- 1990: Monsters (Fernsehserie, 1 Episode)

### Als Produzent
- 1999–2000: Die Sopranos (The Sopranos, 20 Episoden)
- 2007: Damages – Im Netz der Macht (Damages, 1 Episode)
- 2009: Lorimer (Fernsehserie, 1 Episode)
- 2009: Nurse Jackie (Fernsehserie, 1 Episode)
- 2010: Rubicon (Fernsehserie, 1 Episode)
- 2014: Extant (Fernsehserie, 1 Episode)
- 2014: Boardwalk Empire (Fernsehserie, 8 Episoden)
- 2016: Vinyl (Fernsehserie, 10 Episoden)
- 2017: Get Shorty (Fernsehserie, 1 Episode)
- 2017: Civil (Fernsehfilm)

## Auszeichnungen (Auswahl)
- 2000: Emmy-Nominierung in der Kategorie Beste Regie für eine Dramaserie bei der Primetime-Emmy-Verleihung 2000 für die Serie Die Sopranos
- 2004: Emmy-Nominierung in der Kategorie Beste Regie für eine Dramaserie bei der Primetime-Emmy-Verleihung 2004 für die Serie Die Sopranos
- 2008: Emmy-Nominierung in der Kategorie Beste Regie für eine Dramaserie bei der Primetime-Emmy-Verleihung 2008 für die Serie Damages – Im Netz der Macht